# Décès en juillet 1944
Décès
- 1940
- 1941
- 1942
- 1943
- 1944
- 1945
- 1946
- 1947
- 1948

Pour une information complémentaire, voir la page d'aide.

| Date      | Nom              | Pays                 | Activités                                            | Âge | Source |  |
| --------- | ---------------- | -------------------- | ---------------------------------------------------- | --- | ------ |  |
| 7 juillet | Michel Temporal  | Drapeau de la France | Médecin militaire français.                          | 58  |        |  |
| 8 juillet | Alfred Thimmesch | Drapeau de la France | Résistant français et Juste parmi les nations        | 43  |        |  |
| 26 août   | Giuseppe Beotti  | Drapeau de l'Italie  | prêtre italien, tué par les nazis, martyr catholique | 31  |        |  |